# اویری-لینگی
اویری-لینگی (به فرانسوی: Avirey-Lingey) یک کمون در فرانسه است که در اوب واقع شده‌است. اویری-لینگی ۱۷٫۸۵ کیلومتر مربع مساحت دارد ۲۰۰ متر بالاتر از سطح دریا واقع شده‌است.